# Jérôme Pineau
Pour les articles homonymes, voir Pineau.
Jérôme Pineau, né le 2 janvier 1980 à Mont-Saint-Aignan (Seine-Maritime), est un coureur cycliste français. Professionnel de 2002 à 2015, il a notamment remporté une étape du Tour d'Italie 2010, la Polynormande, le Tour de l'Ain, et terminé troisième du Championnat de Zurich en 2004.
De 2018 à 2022, il est le manager de l'équipe B&B Hotels KTM qu'il a créée.

## Biographie

### Enfance et carrière amateur
Né dans la Seine-Maritime, Jérôme Pineau arrive très jeune dans la région nantaise où il pratique le football à l'Espérance Saint-Yves de Nantes en rêvant de devenir professionnel. Mais en 1997, il se tourne vers le vélo. Après une saison à l'Union sportive de Saint-Herblain et une autre dans l'équipe de l'Union sportive Pontchâteau, il intègre en 1999 l'équipe Vendée U.
Il passe trois ans dans cette structure créée par Jean-René Bernaudeau pour devenir professionnel dans l'équipe de ce dernier, Bonjour, en 2002.

### Carrière professionnelle

#### 2002-2003: les débuts
Au cours de ses deux premières années chez Bonjour, qui devient vite Brioches La Boulangère, Pineau s'illustre sur les courses de Coupe de France. Il termine quatrième de la Route Adélie en 2002, puis troisième du Tour de Vendée et du Trophée des grimpeurs en 2003, avant de remporter la même année la Polynormande. Il termine quatrième de la Coupe de France en 2003. Il se fait aussi remarquer dans les courses par étapes. Battu par Patrice Halgand, il manque de remporter une étape à Pau pour sa première participation au Tour de France. L'année suivante, il termine troisième du Tour de l'Ain, dont il remporte la 1re étape.

#### 2004: la révélation

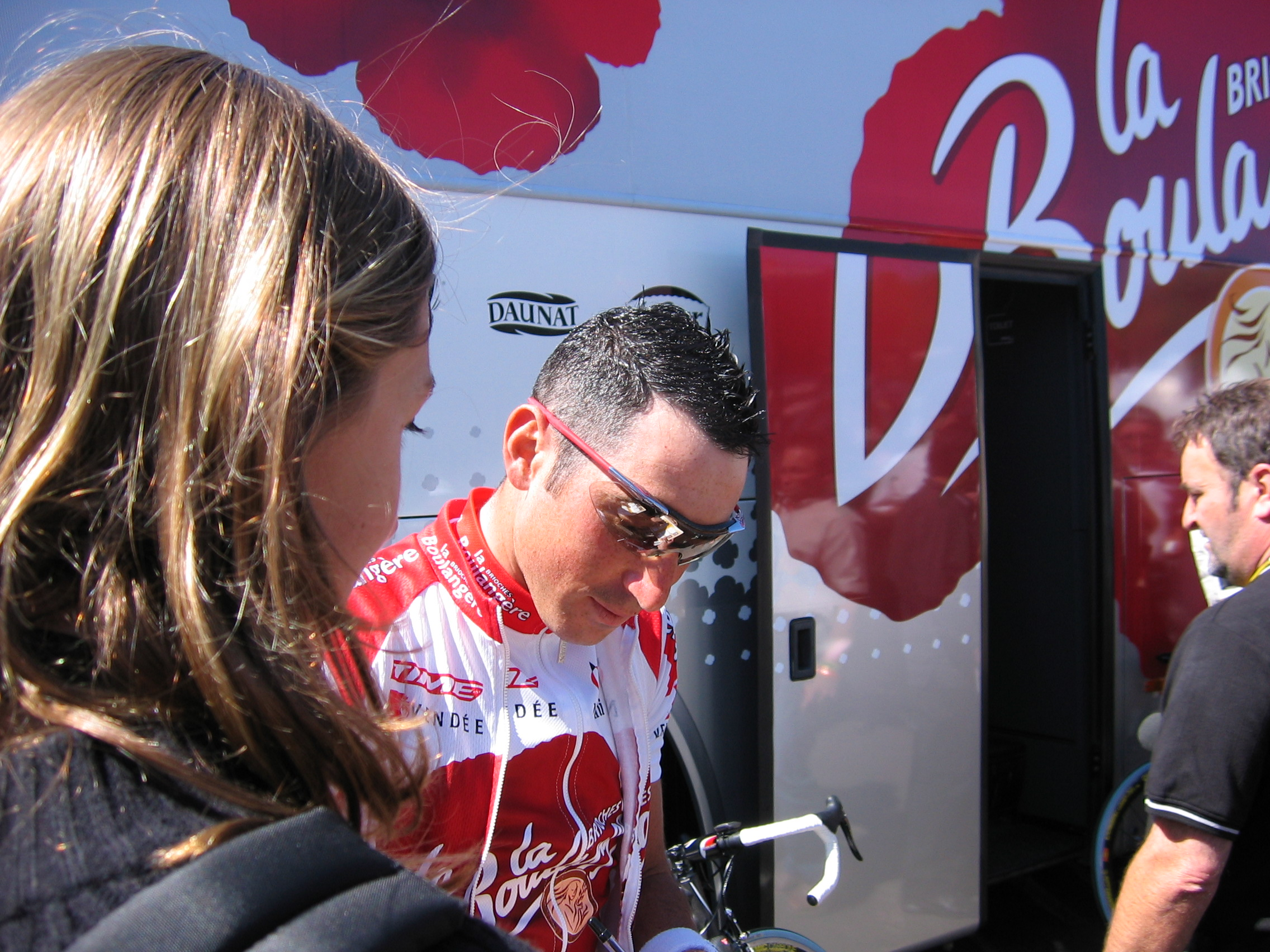
Jérôme Pineau sur le Tour de France 2004.

En 2004, Pineau s'exporte et confirme ses talents de sprinteur comme de puncheur. En France, il remporte Paris-Bourges et le Tour de l'Ain grâce à sa victoire dans la 1re étape, et termine troisième du Trophée des grimpeurs. Mais il remporte aussi la Clásica de Almería en Espagne et termine troisième du Tour de Hesse en Allemagne et du Grand Prix de Wallonie en Belgique. Surtout, Pineau réalise la meilleure performance de sa carrière en terminant troisième du Grand Prix de Zurich au sprint, derrière Paolo Bettini et Juan Antonio Flecha. À l'automne, il est sélectionné pour la première fois en équipe de France pour les championnats du monde sur route à Vérone. Il prend la 32e place de la course en ligne. À la fin de la saison, il est 32e et premier coureur français au classement UCI.

#### 2005-2008: la difficile confirmation
À partir de 2005, Pineau se concentre sur les courses de niveau international. Il termine neuvième de l'Amstel Gold Race en 2005, mais ne réalise pas pendant les trois années qui suivent les performances que ses premières saisons laissaient espérer. Tout au plus obtient-il quelques places sur les courses d'un jour françaises comme une troisième place sur la Route Adélie en 2005.
Il faut donc attendre 2008 pour voir Pineau retrouver son meilleur niveau. Septième du Tour de la Communauté valencienne, en vue sur Paris-Nice, puis deuxième de Paris-Camembert derrière Alejandro Valverde, il est en pleine forme à la veille des classiques ardennaises, ce qui lui vaut une 10e place sur l'Amstel Gold Race, puis une 11e sur la Flèche wallonne. En juillet, après une nouvelle participation au Tour de France, il s'engage pour deux ans avec l'équipe Quick Step, où il rejoint son ancien coéquipier Sylvain Chavanel. En août, il participe à la course en ligne des Jeux olympiques à Pékin, avec l'équipe de France composée de Rémi Pauriol, Pierrick Fédrigo, Pierre Rolland et Cyril Dessel. Il prend la 14e place. Il obtient encore plusieurs belles performances en fin de saison, terminant notamment deuxième de la Polynormande et troisième du Grand Prix de Wallonie. Il participe pour la deuxième fois aux championnats du monde sur route et se classe 19e de la course en ligne.

#### 2009-2013: Quick Step

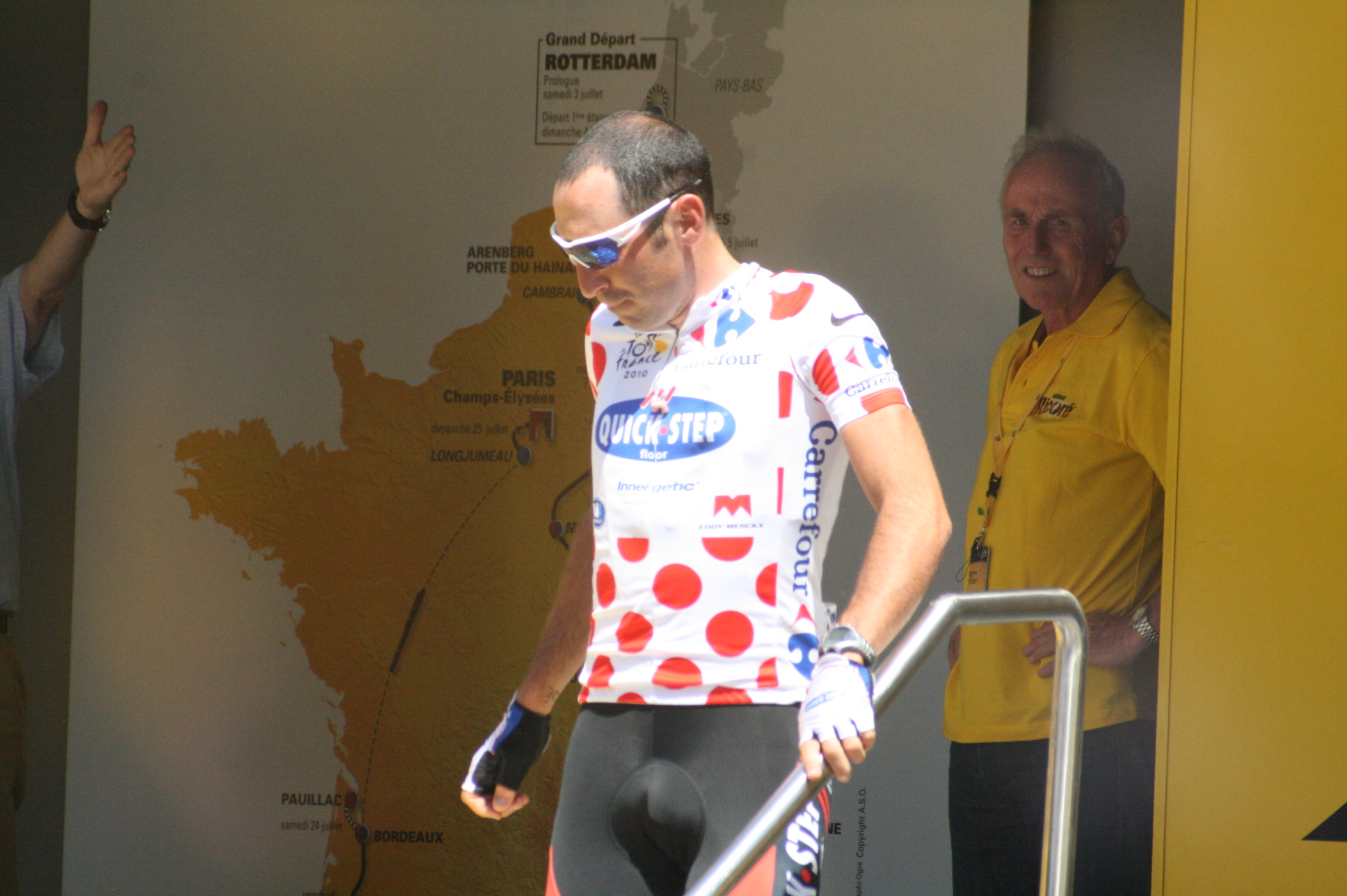
Pineau lors du Tour de France 2010

La saison 2009 commence sous les meilleurs auspices pour Pineau, qui termine troisième du Trofeo Inca, puis le lendemain du Trofeo Pollença. Cependant, après un Paris-Nice où il est équipier de Sylvain Chavanel, il termine troisième de la première étape du Tour du Pays basque puis douzième de l'Amstel Gold Race et treizième de Liège-Bastogne-Liège et se met à douter après sa nouvelle deuxième place lors de la première étape du Tour de Catalogne.
En 2010, ses résultats lors des classiques printanières sont décevants. En mai, il obtient la plus belle victoire de sa carrière, la 5e étape du Tour d'Italie. Échappé avec Paul Voss, Yukiya Arashiro et Julien Fouchard, il bat ces deux derniers au sprint avec quatre secondes d'avance sur le peloton.
Lors du Tour de France 2010, il profite des premières étapes pour glaner des points pour le Grand Prix de la montagne. Premier maillot à pois de la 97e édition du Tour, il le garde durant sept étapes, puis le perd et le reprend dans les Alpes.
En 2011, il remporte le Grand Prix Jef Scherens, devant les coureurs belges Kenny Dehaes et Guillaume Van Keirsbulck. Il devient le premier coureur français à gagner cette épreuve.
Le 22 août 2013, il annonce que pour la saison 2014, il s'engage comme son coéquipier et ami Sylvain Chavanel avec l'équipe continentale professionnelle suisse IAM.

#### 2014-2015: IAM
Pineau rejoint en 2014 IAM avec Sylvain Chavanel. Avec cette équipe, il chute et se fracture le cinquième métacarpien gauche sur le Critérium du Dauphiné. Il prend néanmoins le départ du Tour de France quelques semaines plus tard et termine l'épreuve à la 58e position du classement général.
En 2015, il n'est pas sélectionné pour disputer le Tour de France. Son contrat n'est pas reconduit par la formation suisse et il annonce sa retraite à l'issue de la saison 2015.

### Reconversion
En 2016, Jérôme Pineau devient consultant pour la télévision et la radio, couvrant la Coupe du monde de cyclo-cross avec BeIN Sports, les compétitions de cyclisme sur route sur L'Équipe 21 et le Tour de France sur BFM TV et RMC. Il intervient aussi régulièrement dans l'émission Les Grandes Gueules du Sport sur RMC. En 2017, il commente notamment le Tour d'Italie avec Patrick Chassé et Stephen Roche sur la chaîne L'Équipe.
En parallèle, il passe un diplôme universitaire au Centre de droit et d’économie du sport à Limoges, pour arriver, à terme, à devenir manager de sa propre équipe cycliste.
En 2018, il crée son équipe professionnelle et en devient le manager général. L'équipe, basée à Theix, porte le nom de ses principaux sponsors B&B Hotels-KTM et court avec une licence d'équipe continentale professionnelle (deuxième division mondiale). Elle participe notamment au Tour de France en 2021 et 2022.
En décembre 2022, Jérôme Pineau annonce la fin de l'équipe, faute d'avoir trouvé les financements nécessaires pour la saison 2023, alors qu'il prévoyait de faire grandir son équipe avec le recrutement de Mark Cavendish et la création d'une équipe féminine avec Audrey Cordon-Ragot en tête d'affiche. Aux côtés de Didier Quillot, ancien président de la Ligue de Football Professionnel, Pineau devait conclure un partenariat avec la mairie de Paris pour donner une identité parisienne à son équipe et donner une culture vélo à la capitale. La marque Norauto aurait été intéressée pour un sponsoring mais pas aux côtés de la ville de Paris tandis que la mairie francilienne ne voulait pas apparaître aux côtés d'Amazon, autre potentiel sponsor. À la suite de ce fiasco, Pineau est critiqué voire insulté sur les réseaux sociaux mais aussi par certains coureurs comme Audrey Cordon-Ragot qui se retrouvent sans équipe à quelques semaines de la reprise de la saison .

## Palmarès et résultats

### Palmarès
| - 1999 - Grand Prix Rustines - 3e du Tour du Haut-Béarn - 2000 - 3e du Tour du Haut-Béarn - 3e d'Orvault-Saint-Nazaire-Orvault - 2001 - 1re étape de la Ronde de l'Isard - Paris-Mantes-en-Yvelines - 2e du championnat de France sur route espoirs - 3e de Redon-Redon - 3e d'Orvault-Saint Nazaire-Orvault - 2002 - Classement général du Tour de Normandie - 2003 - Polynormande - 1re étape du Tour de l'Ain - 3e du Tour de Vendée - 3e du Trophée des grimpeurs - 3e du Tour de l'Ain - 2004 - Tour de l'Ain : - Classement général - 1re et 3eb étapes - Clásica de Almería - Paris-Bourges - 3e du Championnat de Zurich - 3e du Trophée des grimpeurs - 3e du Drei-Länder-Tour - 3e du Grand Prix de Wallonie | - 2005 - 3e de la Route Adélie de Vitré - 9e de l'Amstel Gold Race - 2008 - Vainqueur de la Coupe de France - 2e de Paris-Camembert - 2e de la Polynormande - 3e du Grand Prix de Wallonie - 10e de l'Amstel Gold Race - 2009 - 2e de la Flèche brabançonne - 2e du Challenge de Majorque - 3e du Trofeo Pollença - 3e du Trofeo Inca - 2010 - Tour d'Italie : - Prix de l'échappée - 5e étape - 2011 - Grand Prix Jef Scherens |  |

### Résultats sur les grands tours

#### Tour de France
13 participations
- 2002 : 87e
- 2003 : 71e
- 2004 : 27e
- 2005 : 43e
- 2006 : 82e,  maillot à pois pendant 6 jours
- 2007 : 68e
- 2008 : 38e
- 2009 : 88e
- 2010 : 66e,  maillot à pois pendant 9 jours
- 2011 : 54e
- 2012 : 112e
- 2013 : 159e
- 2014 : 58e

#### Tour d'Espagne
1 participation
- 2006 : abandon (11e étape)

#### Tour d'Italie
4 participations
- 2010 : 58e, vainqueur du Prix de l'échappée et de la 5e étape
- 2011 : 84e
- 2013 : 124e
- 2015 : abandon (18e étape)

### Classements mondiaux
| Année                  | 2002 | 2003 | 2004 | 2005 | 2006 | 2007 | 2008 | 2009 | 2010 | 2011 | 2012 | 2013 | 2014 | 2015 |
| ---------------------- | ---- | ---- | ---- | ---- | ---- | ---- | ---- | ---- | ---- | ---- | ---- | ---- | ---- | ---- |
| Classement UCI         | 361e | 94e  | 35e  |      |      |      |      |      |      |      |      |      |      |      |
| Classement ProTour     |      |      |      | 147e | 205e | 222e | 140e |      |      |      |      |      |      |      |
| Calendrier mondial UCI |      |      |      |      |      |      |      | 174e | 126e |      |      |      |      |      |
| UCI World Tour         |      |      |      |      |      |      |      |      |      | 194e | nc   | nc   |      | nc   |
| UCI Europe Tour        |      |      |      |      |      |      |      |      |      |      |      |      | 375e |      |